# Parkraemeria ornata
Parkraemeria ornata är en fiskart som beskrevs av Whitley, 1951. Parkraemeria ornata ingår i släktet Parkraemeria och familjen smörbultsfiskar. Inga underarter finns listade i Catalogue of Life.